# Plan de financement
Un plan de financement est un tableau prévisionnel pour un ou plusieurs exercices futurs bâtis de la même façon. Il ne doit pas être confondu avec les tableaux de financement.

## Enjeux du plan de financement
Le plan de financement a été rendu obligatoire par la loi du 1er mars 1984 sur la prévention et le règlement amiable des difficultés des entreprises (C.Com article L 611-1 et s). Cette obligation a été étendue aux sociétés commerciales de grande dimension (C.Com art 232-2), aux personnes morales de droit privé non commerçantes ayant une activité économique quand elles dépassent une certaine dimension, aux associations qui perçoivent des subventions.

## Caractéristiques du plan de financement
Il est établi annuellement, dans les 4 premiers mois de l'exercice (art 244-1 DS), avec rappel des postes correspondants de l'exercice précédent et il est accompagné d'un rapport ; la loi ne prévoit pas de modèle obligatoire.

### Côté emplois
- Le besoin de financement généré par l'activité (capacité d'autofinancement lorsqu'elle est négative),

- Le paiement de dividendes,

- Les dépenses d'investissement (nouvelles immobilisations),

- L'augmentation du besoin en fonds de roulement (augmentation des stocks, des crédits aux clients et des autres actifs circulants nets des dettes d'exploitation),

- les remboursements d'emprunts (et éventuellement, le rachat d'actions pour réduire le capital).

### Côté ressources
- La capacité d'autofinancement (CAF),

- Les augmentations de capital en numéraire,

- Les produits de cessions d'actifs immobilisés,

- La réduction du besoin en fonds de roulement (réduction des stocks, des crédits aux clients et des autres actifs circulants nets des dettes d'exploitation),

- Les ressources externes : augmentation des comptes d'associés, nouveaux emprunts auprès des banques, du marché financier (obligations).

### Articles annexes
- Tableau de flux de trésorerie